# باشگاه فوتبال دیل تاون
باشگاه فوتبال دیل تاون (به انگلیسی: Deal Town Football Club) یک باشگاه فوتبال در شهر دیل، کنت، کشور انگلستان است که در سال ۱۹۰۸ میلادی تأسیس شده‌است.